# Estadio Ka'arendy
El Estadio Ka'arendy (anteriormente conocido como Estadio Leandro Ovelar) es un estadio de fútbol de Paraguay que se encuentra ubicado en la zona céntrica de la ciudad de Dr. Juan León Mallorquín, a unos 650 metros al norte de la ruta PY02. Luego de su remodelación del 2022, el estadio pasó a tener una capacidad de 10.120 personas.
La infraestructura de graderías se encuentra principalmente en el sector oeste, ante el ascenso del club General Caballero JLM a la Segunda División de la Asociación Paraguaya de Fútbol para la temporada 2019, se construyeron nuevas graderías en el sector norte para ampliar las comodidades y capacidad del estadio.

## Cambio de nombre
En abril del 2021 la comisión directiva del club dispuso la nueva nominación de su escenario deportivo como "Estadio Ka'arendy". La decisión se asumió de forma unánime en la asamblea extraordinaria de la comisión directiva.
Ka'arendy es el nombre anterior de la ciudad de Dr. Juan León Mallorquín, nominación que sigue en la memoria de sus pobladores.